# Pays-Bas aux Jeux olympiques d'été de 1980
Les Pays-Bas participent aux Jeux olympiques d'été de 1980 à Moscou en Union soviétique. 75 athlètes néerlandais, 57 hommes et 18 femmes, ont participé à 56 compétitions dans dix sports. Ils y ont obtenu trois médailles : une d'argent et deux de bronze.

## Médailles
| Médaille | Discipline | Épreuve                     | Athlète                                                        | Performance | Date |
| -------- | ---------- | --------------------------- | -------------------------------------------------------------- | ----------- | ---- |
| Argent   | Athlétisme | Marathon hommes             | Gerard Nijboer                                                 |             |      |
| Bronze   | Judo       | Poids mi-lourd              | Henk Numan                                                     |             |      |
| Bronze   | Natation   | 4 × 100 m nage libre femmes | Conny Van Bentum Wilma Van Velsen Reggie De Jong Annelies Maas |             |      |